# Gregori Fredrik Tigerstedt
Gregori Fredrik Tigerstedt, född 10 februari 1784 i Jorois, död 19 maj 1863 i Helsingfors, var en finländsk militär, son till Georg Fredrik Tigerstedt. 
År 1808 var Tigerstedt fänrik vid Savolaks regemente och sårades i slaget vid Revolax under finska kriget 1808–09. Tigerstedt blev befordrad till överstelöjtnant 1831. På sin ålderdom levde han i Helsingfors.
Han nämns i två dikter i Johan Ludvig Runebergs nationalepos Fänrik Ståls sägner: dels i Fältmarskalken, dels i Fänrikens hälsning, som är dedicerad till Tigerstedt på 50-årsdagen av slaget vid Revolax.